# Melkólfs saga og Solomons konungs
Melkólfs saga og Solomons konungs (o saga de Melkólf, y el rey Salomón), es una de las sagas caballerescas escrita en nórdico antiguo y fechada hacia el siglo XIV. Únicamente ha sobrevivido un fragmento del relato, conservado y catalogado como AM 696 4.º III en el Instituto Árni Magnússon.